# Tachina bombidiforma
Tachina bombidiforma là một loài ruồi trong họ Tachinidae.